# Гедеванишвили, Иосиф Константинович
Иосиф Константинович Гедеванишвили (груз. იოსებ კონსტანტინეს ძე გედევანიშვილი, 1872, Мцхета — 24 декабря 1939, Мцхета, Грузинская ССР) — грузинский писатель и политик, член Учредительного собрания Грузии (1919—1921).

## Биография
Из богатой дворянской семьи азнавура.
Окончил Тифлисский кадетский корпус и Павловское военное училище. Позже учился в Академии Генерального штаба Русской армии.
С 1904 года член Революционной партии социал-федералистов Грузии. Активный участник революции 1905-07 годов, в 1906 году отправлен в отставку в звании капитана. Занимался политической и революционной деятельностью. В 1906 году был арестован за соучастие в ограблении казначейства в Душети и приговорён к двум годам тюремного заключения за то, что не сообщил о преступлении. Затем срок был увеличен до 6 лет. После освобождения, с 1913 года, занимался литературной деятельностью, писал пьесы, сотрудничал с газетами, публиковался под псевдонимами («ი. გე-ვა-ლის» и т. п.). Некоторое время жил в сельской местности, обрабатывал землю.
После февральской революции 1917 года был одним из инициаторов создания Закавказской федерации и Грузинской Демократической Республики. Член Национального совета Грузии. С начала 1918 года был командиром партизанского отряда федералистов в Батуме. В августе 1918 года назначен начальником отдела Министерства обороны Грузии. 12 марта 1919 года избран членом Учредительного собрания по списку Социалистической революционной партии, был членом экономической комиссии. 15 апреля того же года отказался от своего мандата из-за военной службы.
С начала 1919 года командир грузинского гарнизона Абхазии и Причерноморья. В конце 1920 года назначен командиром грузинского гарнизона района Борчало, с 4 декабря 1920 года командующий Южным и Юго-Восточным фронтом.
Остался в Грузии после советизации. Несколько раз был арестован (1921, 1923), расследование не дало оснований для его обвинения в антисоветской деятельности. Продолжил свою публицистическую работу. В 1923 году возглавил процесс самоликвидации Левой социалистической партии.
В 1924 году вступил в члены ВКП (б). В 1926—1928 годах был директором Грузинского театра оперы и балета им. Закарии Палиашвили; 1928—1929 куратор Закавказского радиовещания; работал в Центральном архиве Грузии с 1929 года.
Похоронен во дворе Светицховели.